# Kurdská komunistická strana - Irák
Kurdská komunistická strana - Irák (kurdsky: Partiya Komunîst Kurdistan a Îraq) je komunistická strana iráckých Kurdů. Vznikla roku 1993, kdy kurdské křídlo Komunistické strany Iráku začalo sledovat separatistickou linii. Strana se účastní Demokratické vlastenecké aliance Kurdistánu.